# Tungaloy Corporation

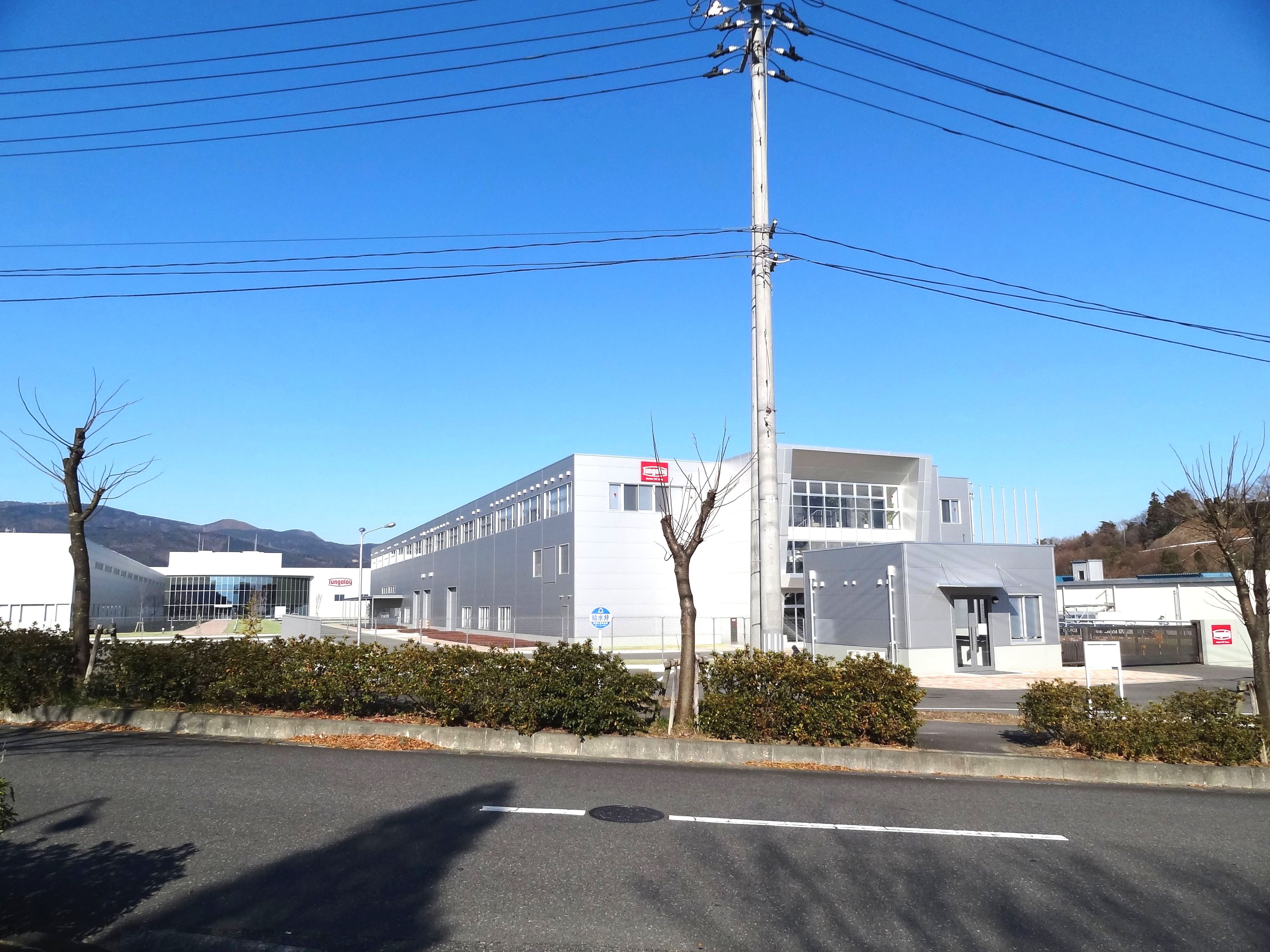
Siège social de Tungaloy Corporation à Iwaki

 (octobre 2020).
Tungaloy Corporation (株式会社タンガロイ, Kabushiki Kaisha Tungaroi) est une entreprise spécialisée dans la production et la vente d'outils de coupe de métal ainsi que de produits industriels. Basée à Iwaki, Fukushima, au Japon, elle a été la première entreprise du pays à réussir à développer un alliage ultra-dur. Tungaloy est membre d'International Metalworking Companies (en) (IMC), qui appartient à Berkshire Hathaway. En novembre 2011, l'entreprise a célébré l'ouverture de sa nouvelle usine de production au Japon; en tant que président, président et chef de la direction de Berkshire Hathaway, Warren Buffett a pris part à la cérémonie.

## Histoire
Le mois d'août 2008 a marqué un tournant pour l'entreprise, puisque Tungaloy est devenu membre de l'International Metalworking Companies (IMC), propriété de Berkshire Hathaway de Warren Buffett. Cette acquisition a conduit à l'installation rapide de machines et d'automatisation les plus récentes dans ses installations de production et a fait progresser ses laboratoires de R&D. En 2010, le siège social, les fonctions marketing, production et R&D de Tungaloy se sont réunis à Iwaki, Fukushima au Japon pour rationaliser les canaux de communication et améliorer la synergie entre les départements. L'entreprise a célébré l'ouverture de sa nouvelle usine de production en 2011 avec la présence de Warren Buffett, qui s'est transformée en sa première visite au Japon.

## Produits
L'entreprise produit des outils de coupe en métal, produits en acier, outils résistant à l'usure, outils de génie civil et matériaux de friction au service des industries d'automobile, de construction, d'aérospatiale, d'infrastructures, de pétrole et gaz, d'industries médicales et lourdes (électricité, rail et construction navale).

## Lieux des usines et bureaux internationaux
Des usines et bureaux internationaux se trouvent au Japon, aux États-Unis, au Canada, au Mexique, au Brésil, en Allemagne, en France, en Italie, en République tchèque, en Espagne, en Suède, en Russie, en Pologne, au Royaume-Uni, en Hongrie, en Turquie, aux Pays-Bas, en Croatie, en Chine, en Thaïlande, en Singapour, en Vietnam, en Indonésie, en Inde, en Corée du Sud, en Malaisie et en Australie.

## Voir également
- International Metalworking Companies
- Berkshire Hathaway
- Warren Buffett